# Rudis
El rudis era una arma blanca d'entrenament utilitzada pels romans. Era una espasa de fusta, presumiblement semblant al gladius, utilitzada per a la lluita sense sang tant pels legionaris com pels gladiadors que s'entrenaven a l'arena de les seves escoles.
Els historiadors Polibi i Titus Livi escriuen que amb el rudis solien entrenar els soldats de Publi Corneli Escipió Africà Major al segle III aC. També Flavi Renat Vegeci es refereix al rudis anomenant-lo clava.
Si els gladiadors havien lluitat bé a l'amfiteatre, al cap d'un temps se'ls concedia l'excedència, o bé pel jutge dels jocs (munera) o bé pel mestre de l'escola que els donava el rudis: una recompensa simbòlica que implicava la concessió de la llibertat als qui havien optat voluntàriament per lluitar a l'arena i, per tant, eren nomenats rudiarii. Alguns autors consideren que el rudis també podria haver estat el pal que manejaven els àrbitres a l'arena.